# Андреев, Александр Григорьевич
Алекса́ндр Григо́рьевич Андре́ев (1862 — февраль 1942) — слесарь Ижорского завода, Герой Труда.

## Биография
Работал слесарем ремонтно-монтажного цеха Ижорского завода.
Один из первых награждённых петроградских рабочих, которых чествовали 1 мая 1921 года. В этот день 309 петроградских рабочих решением профсоюзных производственных коллективов были удостоены этого почётного звания. Все они получили приветственные адреса, ордера на одежду и обувь.
Производственный стаж Александра Григорьевича к этому времени составил 45 лет, а всего на заводе он проработал 64 года.
В 1982 году для передовиков производства ряда машиностроительных отраслей, добившихся высоких результатов в социалистическом соревновании, ВЦСПС учредил премию имени ижорца Андреева.

## Награды
- Герой Труда (1921). В августе 1934 года ВЦИК СССР подтвердил это звание.